# Lepanus bournei
Lepanus bournei är en skalbaggsart som beskrevs av Renaud Maurice Adrien Paulian 1987. Lepanus bournei ingår i släktet Lepanus och familjen bladhorningar. Inga underarter finns listade i Catalogue of Life.